# Alpi Ledrensi e Judicaria
Alpi Ledrensi e Judicaria è un territorio di 10 Comuni della Provincia Autonoma di Trento, che nel 2015 ha ottenuto il riconoscimento internazionale UNESCO a Riserva di Biosfera secondo il Programma sull'uomo e la biosfera (MAB).
Con un'estensione di 47,427 ha passa dai 63 m di altitudine del Lago di Garda fino ai 3173 m di Cima Tosa nelle Dolomiti di Brenta, la Riserva di Biosfera include un mosaico di paesaggi: dagli ecosistemi influenzati dal clima mediterraneo e lacustre, a quelli alpini e glaciali. Quest’area è caratterizzata da una grande varietà risultato del forte e secolare rapporto tra uomo e natura. Tra le motivazioni del riconoscimento dato da UNESCO vi è la gestione collettiva delle risorse naturali (pascoli, boschi, alpeggi ecc.) da sempre tesa ai principi di conservazione e di sostenibilità.

## Obiettivi
Le Riserve di Biosfera costituiscono una rete globale di eccellenze per promuovere e raggiungere a livello locale gli Obiettivi per lo Sviluppo Sostenibile.
L'obiettivo della Riserva di Biosfera Alpi Ledrensi e Judicaria è essere un laboratorio di sperimentazione, dove testare soluzioni locali alle sfide globali. Questa ha l'obiettivo di sostenere idee, progetti e programmi innovativi, attraverso il pieno coinvolgimento delle proprie comunità,  particolarmente nell’ambito della conservazione, dello sviluppo economico, dell’educazione e ricerca.
La Riserva di Biosfera promuove il coinvolgimento dei giovani e mira a dare loro una voce per guidare l’innovazione sociale ed un ruolo nel cambiamento verso lo sviluppo sostenibile. Ciò viene svolto attraverso progetti sul territorio e anche con diverse opportunità di scambio internazionale di formazione e ricerca scientifica promosse da varie istituzioni connesse al network del programma MAB UNESCO. Le azioni della Riserva di Biosfera Alpi Ledrensi e Judicaria, inoltre, si concentrano sulla promozione di un’economia turistica sostenibile, responsabile e di lenta esplorazione di questo territorio posizionato tra due poli di turismo di massa.
La Riserva di Biosfera Alpi Ledrensi e Judicaria si propone inoltre di valorizzare e diffondere in tutto il mondo i propri modelli storici di gestione e utilizzo attraverso la cooperazione dei beni collettivi. Questi sono elementi distintivi di questo territorio che allo stesso tempo possono essere stimolati per diventare dei processi di innovazione in grado di garantire la resilienza delle comunità locali alle sfide globali quali la marginalizzazione dei territori montani a causa dell'economia della conoscenza ed ai cambiamenti climatici.

## Storia del riconoscimento
Nel 2012 grazie allo stimolo dell’Associazione Ecomuseo della Judicaria e della Provincia Autonoma di Trento inizia il percorso di candidatura a Riserva di Biosfera secondo il Programma MAB UNESCO.  Il riconoscimento giunge al termine di un ricco e articolato processo di candidatura svolto in collaborazione con le amministrazioni locali, la Provincia autonoma di Trento e l'associazionismo locale.
Il dossier di candidatura è stato ufficialmente consegnato nel settembre 2013 per essere tuttavia ripresentato l'anno successivo con alcune integrazioni a seguito della richiesta di alcuni chiarimenti da parte di UNESCO. Il nuovo dossier di candidatura viene consegnato al Comitato Tecnico Nazionale MAB per essere trasmesso ad UNESCO il 25 settembre 2014  assieme alla Dichiarazione di intenti dei soggetti pubblici e privati coinvolti nella candidatura.
Il percorso di candidatura si concretizza il 9 giugno 2015, quando l’UNESCO riconosce la Riserva di Biosfera “Alpi Ledrensi e Judicaria” nella 27ª seduta del Comitato di Coordinamento Internazionale MAB UNESCO (MAB International Co-ordinating Council) a Parigi. Nel novembre dello stesso anno si svolge la cerimonia ufficiale nella sede scelta per la rappresentanza della Riserva di Biosfera, il Castello di Stenico.

## Territorio

### Comunità
Sono 10 i Comuni fanno parte della Riserva di Biosfera: Bondone, Bleggio Superiore, Comano Terme, Fiavé, Ledro, Riva del Garda, San Lorenzo Dorsino, Stenico, Storo, Tenno. La popolazione permanente nella Riserva di Biosfera è di 15.845 (al 2014) e i residenti si occupano prevalentemente di agricoltura e zootecnia, turismo. ecc. Infatti, questa è una meta turistica molto apprezzata, ricadente tra due destinazioni turistiche internazionali: il Lago di Garda e le Dolomiti di Brenta.

Il territorio della Riserva di Biosfera è rappresentativo dei versanti meridionali delle Alpi centro-orientali. L'area comprende diversi habitat (prati alpini, boschi, praterie, torbiere) alternati a colture tradizionali. Questo è un territorio con una intensa varietà di paesaggi umani, una diversità che si riscontra anche nelle quattro differenti zone che compongono la Riserva di Biosfera Alpi Ledrensi e Judicaria: 

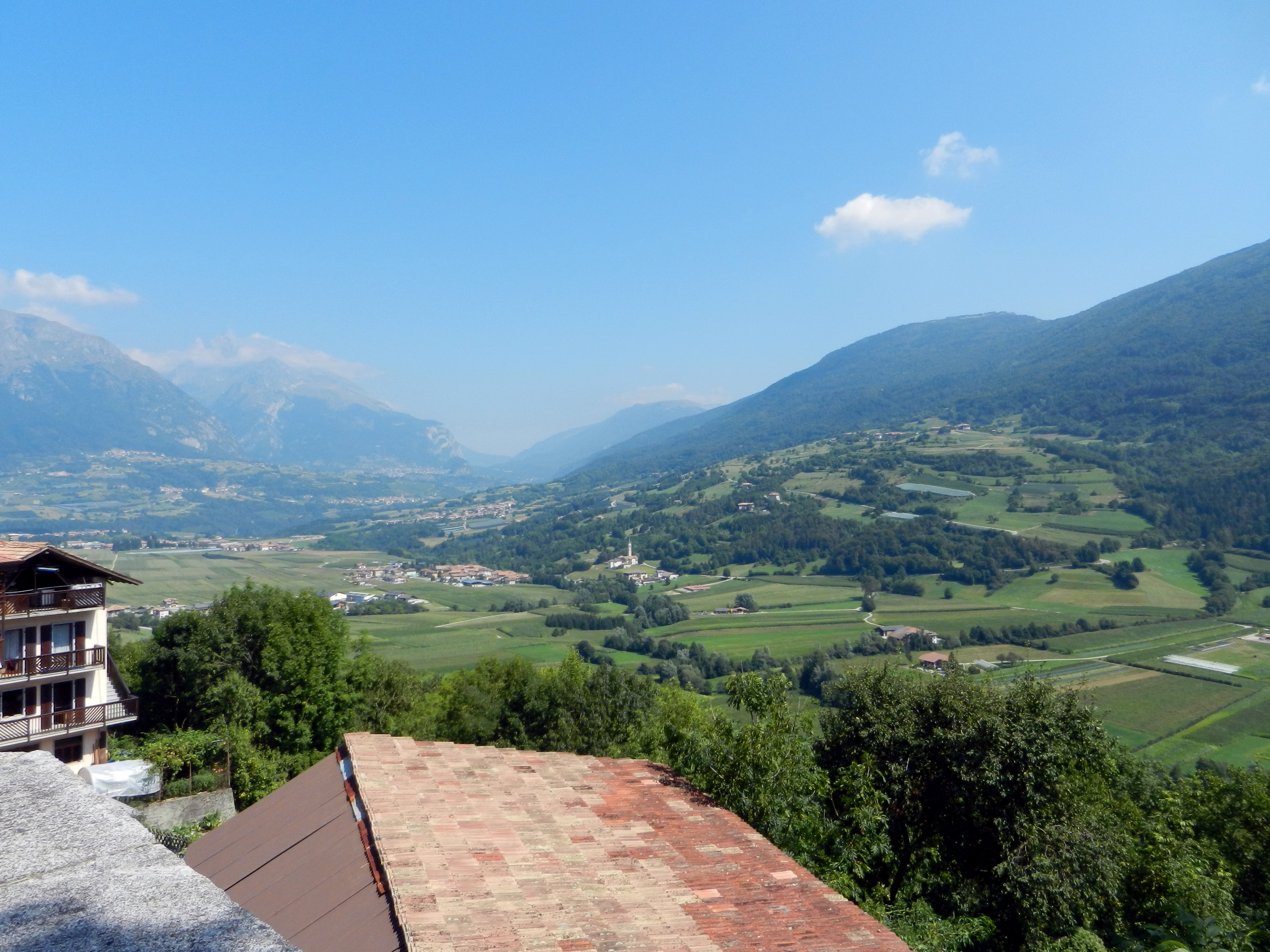
Le Giudicarie Esteriori con vista dalla frazione di Favrio

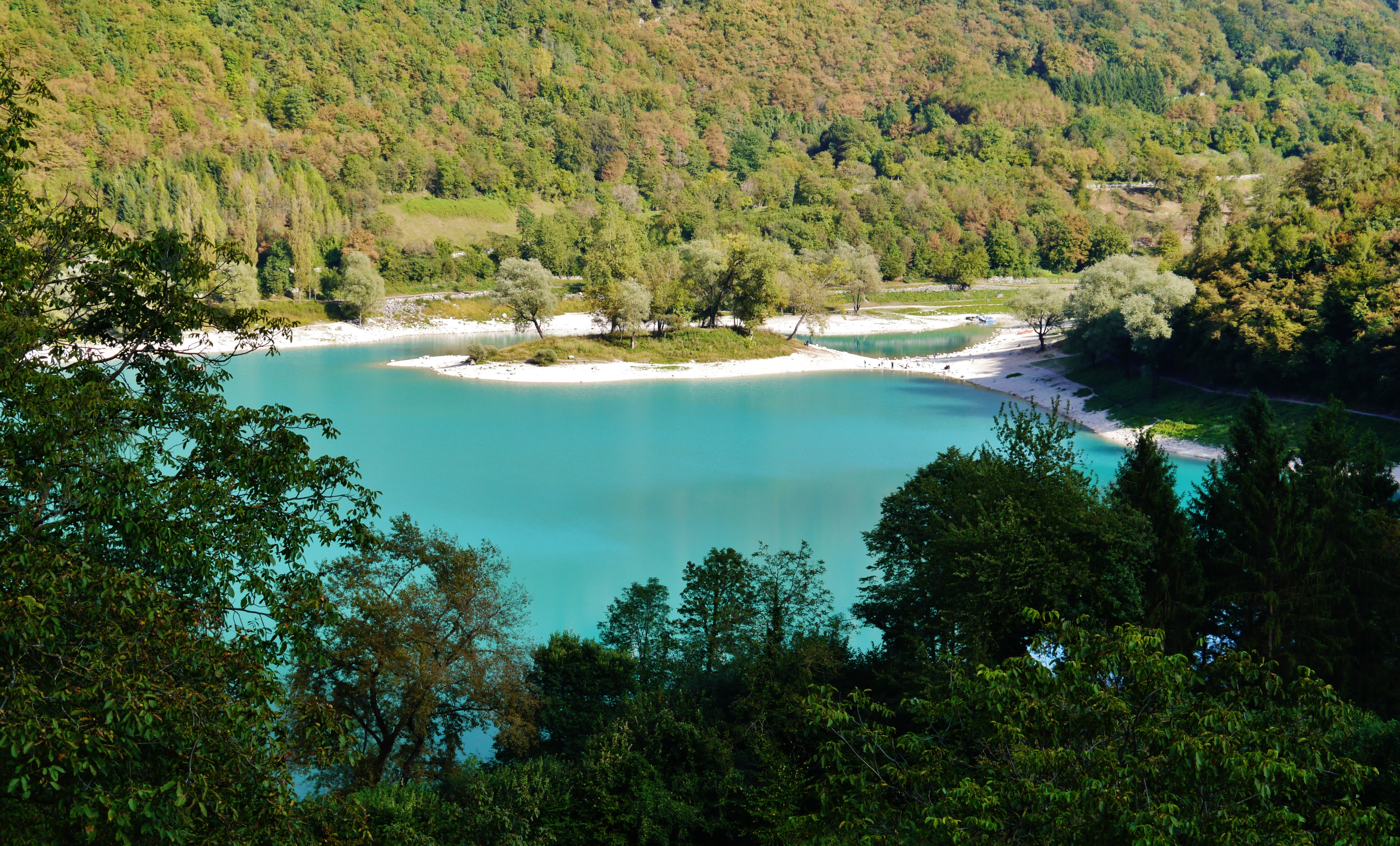
Lago di Tenno

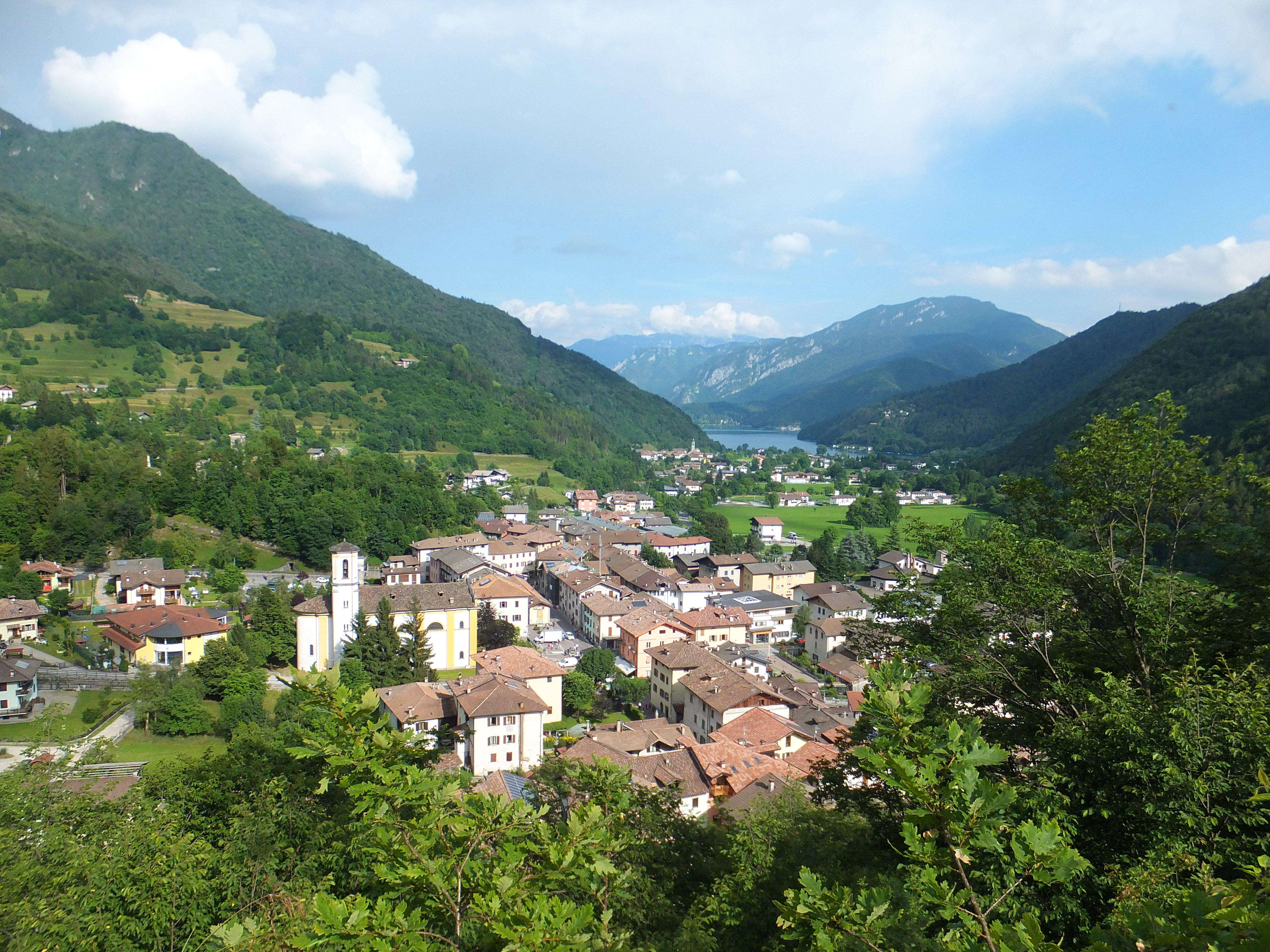
Valle di Ledro

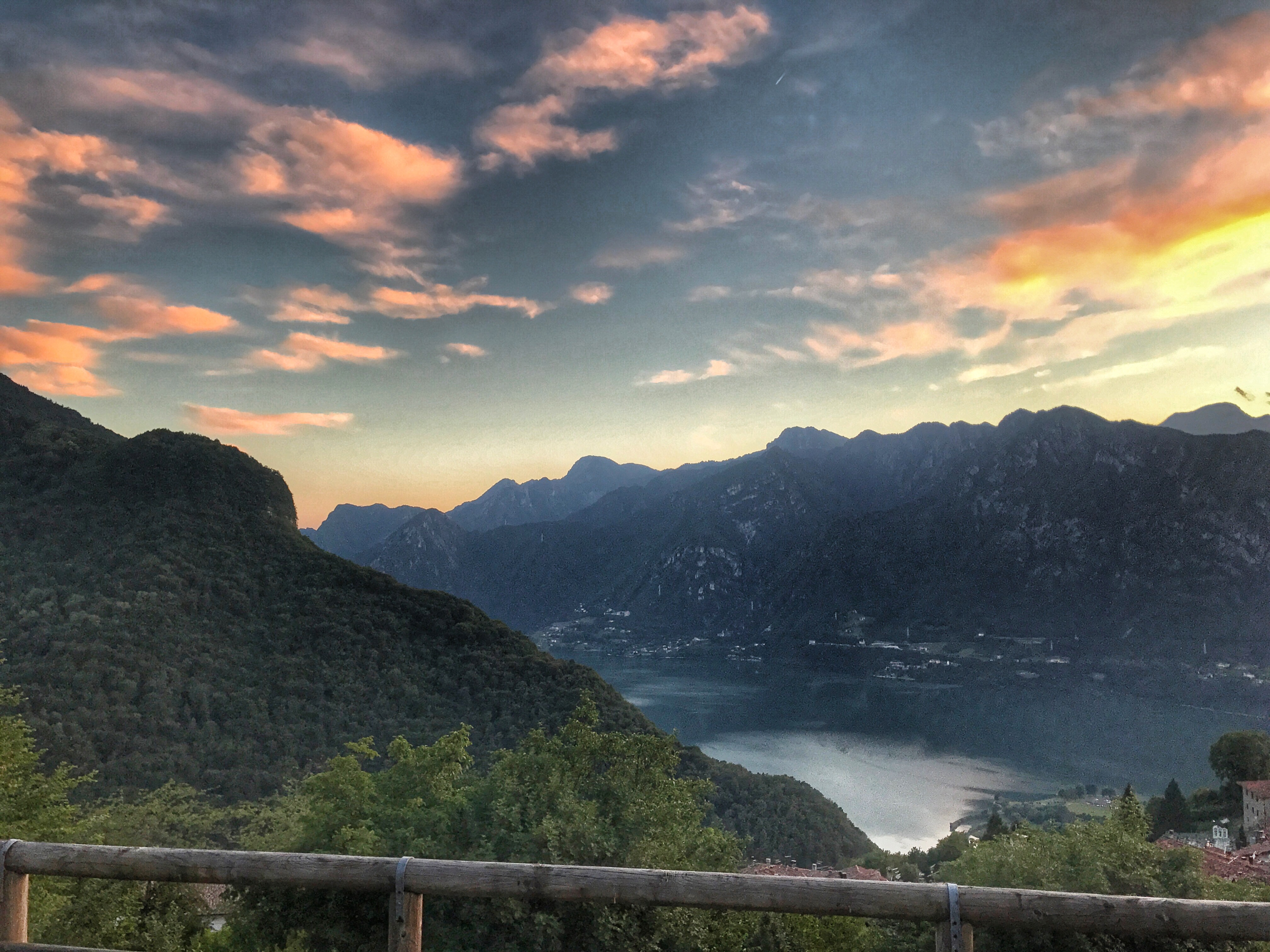
Lago d'Idro con vista da Bondone

- Le Giudicarie Esteriori sono un ampio anfiteatro, terrazzato, delimitato da due profonde gole scavate dall'azione delle acque del fiume Sarca. Si trova nella parte settentrionale della Riserva di Biosfera, ai piedi delle Dolomiti di Brenta.
- La zona del Tennese è l’area che collega il bacino del Garda con le Giudicarie Esteriori attraverso il Passo del Ballino. Quest'area è caratterizzata da soleggiati terrazzamenti con perfetti muretti a secco (altro riconoscimento UNESCO) coltivati a olivo e castagno ed affacciati sul Lago di Garda.
- La Valle di Ledro è una valle prealpina di origine glaciale con andamento est-ovest, situata tra la Valle del Chiese e il Lago di Garda. Questa valle ha caratteri quasi continentali e centro-alpini, con una ricca copertura forestale che contorna il lago di Ledro.
- La Riserva di Biosfera si estende anche in una piccola porzione della parte sud-orientale della Valle del Chiese, una tipica valle fluviale modellata dal fiume Chiese, caratterizzata da antichi paesi adagiati sul fondovalle.

Zonizzazione della Riserva di Biosfera Alpi Ledrensi e Judicaria

### Zone della Riserva di Biosfera
Secondo i criteri del Programma MAB UNESCO, all'interno della Riserva di Biosfera Alpi Ledrensi e Judicaria sono state individuate tre distinte zone: l'area cuore (core), l'area cuscinetto (buffer) e l'area di sviluppo sostenibile (transition). In queste tre zone si assolve alle tre funzioni caratteristiche di una Riserva di Biosfera: conservazione, sviluppo, ricerca e educazione.
Nella Riserva di Biosfera Alpi Ledrensi e Judicaria le "aree cuore", prevalentemente adibite alla conservazione, sono tre e sono pari a circa il 10% della superficie dell'intera Riserva di Biosfera. Queste tre zone sono tutelate grazie alla presenza di siti Natura 2000.
- A sud si trova l'area cuore di Bocca di Casét, valico tra il Lago di Ledro e la vasta area di Tremalzo, caratterizzata da fitti boschi di faggio e abete rosso.
- L'area cuore centrale è rappresentata dal Crinale Pichea-Rocchetta che si sviluppa lungo la dorsale tra la cima Rocchetta al Monte Tofino nelle Alpi Ledrensi.
- A nord una piccola parte dell'ampia Zona di Protezione Speciale Dolomiti di Brenta costituisce l'area cuore settentrionale.

Le "zone cuscinetto" circondano le aree cuore, separandole dalle aree di sviluppo sostenibile, e rappresentano circa 1/3 dell'intera superficie della Riserva di Biosfera. Nella parte meridionale delle Alpi Ledrensi le zone cuscinetto riguardano il territorio di Tremalzo-Tombea, al centro, invece, circondano il crinale di Pichea-Rocchetta su tutti i versanti, includendo così Tenno, Campi di Riva, Val di Concei e di Ledro e Ponale. Infine nella porzione settentrionale della Riserva di Biosfera queste zone cuscinetto comprendono alcune parti del Parco Naturale Adamello Brenta: le valli d'Algone, d'Agola, d'Ambiez, di Jon e di Ceda. La maggior parte di queste aree è ricoperta da boschi, praterie, pascoli o zone rocciose.
L'"Area di Sviluppo Sostenibile" (transition) è una porzione continua che occupa oltre 50% del territorio della Riserva di Biosfera ed è costituita prevalentemente da aree di fondovalle a media e a bassa quota. Qui si trovano i paesi ma anche i principali luoghi di interesse culturale come siti archeologici, musei e castelli, mete turistiche e di mobilità oltre che siti per le attività economiche principali.

### Altri riconoscimenti UNESCO
La Riserva di Biosfera non è l'unico importante riconoscimento UNESCO di questo territorio. Il suo territorio vede riconosciuti da UNESCO 4 siti in 3 diversi Programmi (Patrimonio dell'Umanità, MAB UNESCO e Geoparchi), il tutto in meno di 30 km in linea d'aria.
L'area nord della Riserva di Biosfera si sovrappone al riconoscimento di Patrimonio Mondiale dell'Umanità UNESCO dalle Dolomiti, ottenuto nel 2009. Contemporaneamente la stessa area è anche parte del Parco Naturale Adamello Brenta, riconosciuto quale Geoparco. All’interno del territorio della Riserva di Biosfera vi sono due importanti siti palafitticoli facenti parte del Patrimonio seriale dell'Umanità UNESCO "Siti palafitticoli dell'arco Alpino", quelli di Fiavé e Ledro.
A livello mondiale questi casi eccezionali in cui ci sono diversi siti con un riconoscimento internazionale vengono definiti “Multi Internationally Designated Areas” – MIDAs. La IUCN ha lanciato una sfida per questi territori: sviluppare una strategia comune di gestione integrata dei vari siti UNESCO per favorire un’azione educativa, scientifica e culturale più incisiva, in grado di emergere come buona pratica nel panorama internazionale. La Riserva di Biosfera Alpi Ledrensi e Judicaria ha avviato il progetto MIDAs, mirato a nuove collaborazioni tra i diversi riconoscimenti UNESCO.

## Biodiversità e geodiversità
Un mosaico di paesaggi ed ecosistemi caratterizza la naturalità di questi luoghi racchiuso in poco meno di 30 chilometri di estensione longitudinale con un dislivello altitudinale di oltre 3000 metri, dalla vetta di Cima Tosa (3173 m) ai 63 metri del Lago di Garda nel punto più basso della Riserva di Biosfera. Questo è un territorio definito di ’cardine’ tra l’ambiente alpino e quello prealpino e una zona di propaggine settentrionale dell’ambiente mediterraneo. Qui si trovano ecosistemi influenzati dal clima mediterraneo e lacustre ed ecosistemi alpini e glaciali.

### Aree protette e habitat prioritari

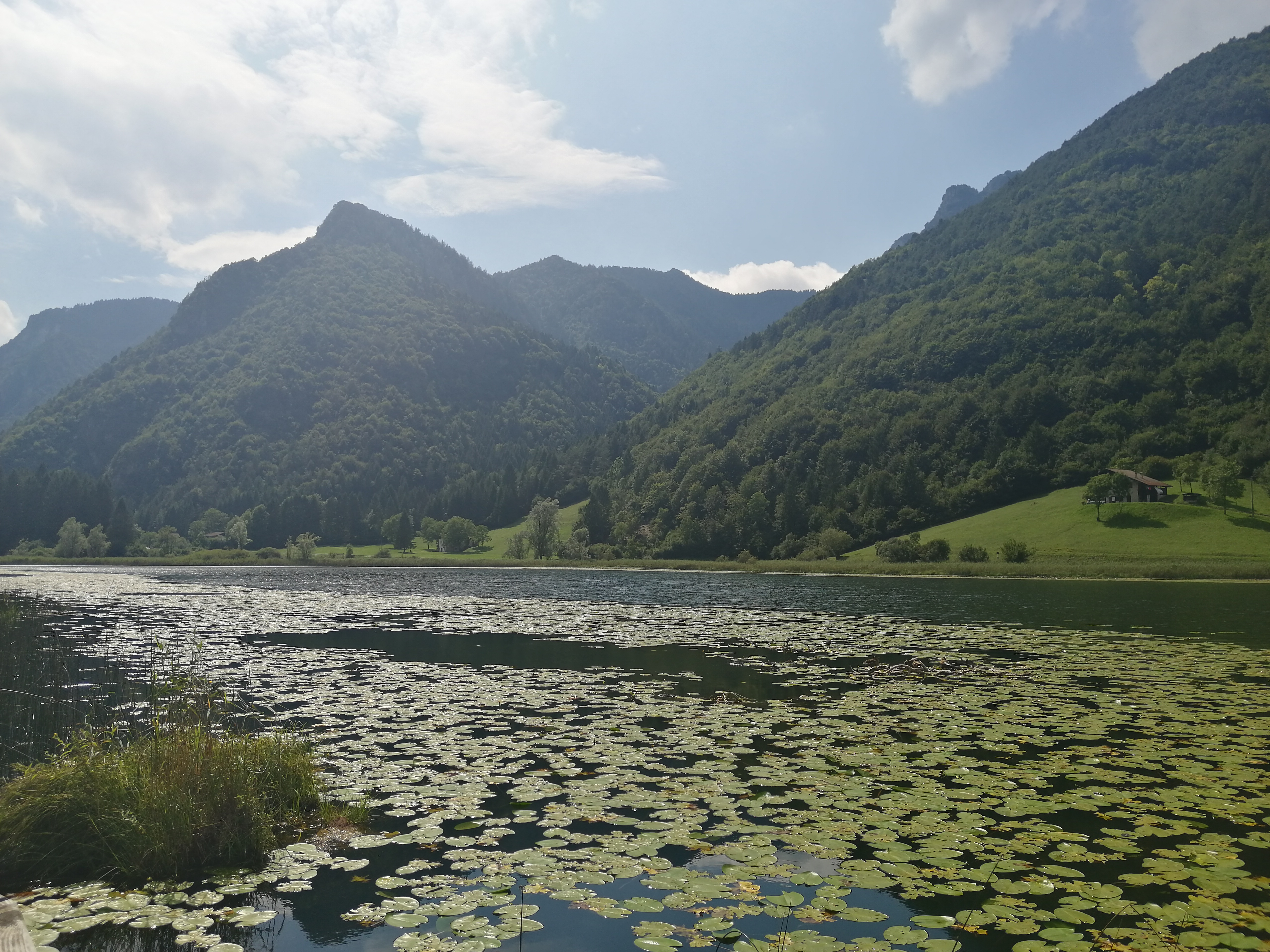
Biotopo dell'Lago d'Ampola in Val di Ledro

Oltre un terzo della superficie della Riserva di Biosfera Alpi Ledrensi e Judicaria è occupato da aree protette che sono inserite nell'ambito del Parco Naturale Adamello Brenta o che fanno parte della Rete Natura 2000. La gestione e salvaguardia delle aree Natura 2000 in Trentino è affidata alle Reti di Riserve. Nelle Alpi Ledrensi e Judicaria sono attive:
- la Rete di Riserve del Fiume Sacra[9]
- la Rete di Riserve Valle del Chiese[10]
- la Rete di Riserve delle Alpi Ledrense[11]

Nella Riserva di Biosfera è presente una grande varietà di habitat tra cui vanno segnalati 32 Habitat Natura 2000 e 15 presenti nella Lista rossa del Trentino. Tra gli habitat prioritari della Riserva di Biosfera sono comprese aree di particolare pregio forestale come formazioni semi-naturali quali prati da sfalcio e pascoli magri, boschi ripariali di ontano nero e ontano bianco, le foreste del Tilio-Aceiron e le boscaglie di pino mugo e formazioni erbose secche seminaturali.

### Flora

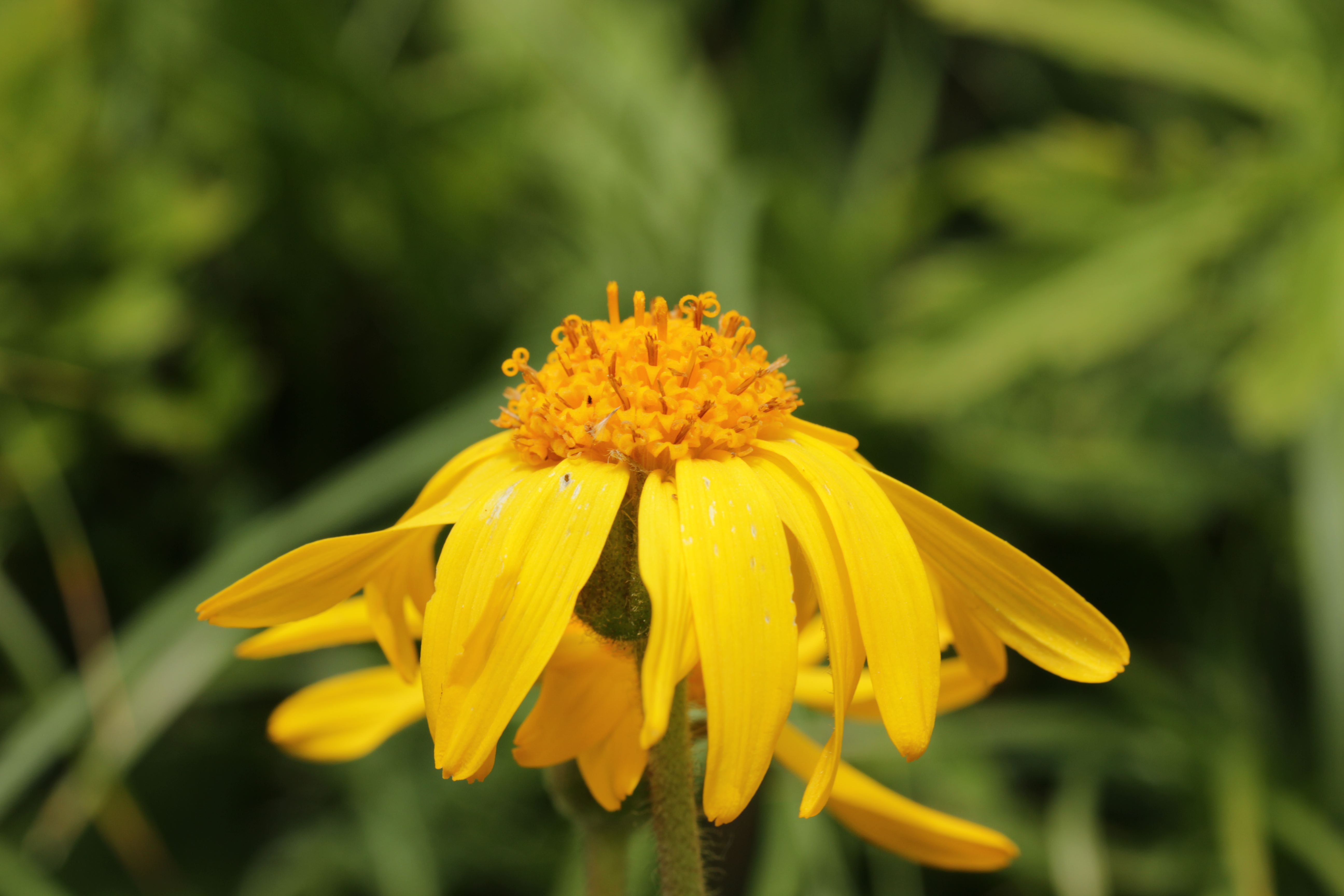
Arnica (Arnica montana)

Nella Riserva di Biosfera Alpi Ledrensi e Judicaria il clima sub-mediterraneo dell'area più vicina al Lago di Garda stimola la crescita di specie vegetali tipiche di un ambiente caldo e secco, dove crescono ad esempio l'olivo, il leccio, la ginestra. Salendo di quota si incontrano a poco a poco ampie formazioni di roverella, castagno, faggio, carpino ed altre specie caratteristiche del bosco ceduo. Nelle vallate più interne, in particolare quelle più prossime alle Dolomiti di Brenta e sui versanti settentrionali, sono invece presenti ambienti tipici del clima continentale e alpino, caratterizzati da ampie peccete con la predominanza di abete bianco, larice e di pino mugo alle quote superiori. Tra le specie di rilevanza agricola si trovano quindi l'olivo, la vite, il castagno e il noce.
L'abbondanza di siti di interesse floristico è determinata soprattutto dall'elevata concentrazione di specie endemiche, ben 33, che presenta i più alti valori non solo a livello trentino, ma addirittura a livello dell'intera catena alpina. La particolare presenza di molti endemismi è dovuta alla particolare posizione di questo territorio posto al margine meridionale della catena alpina, in un’area caratterizzata da un microclima particolarmente favorevole. Infatti nelle ere glaciali qui si sono formati numerosi nunatak che hanno contribuito a salvare e a differenziare la fauna e flora locali.

### Fauna

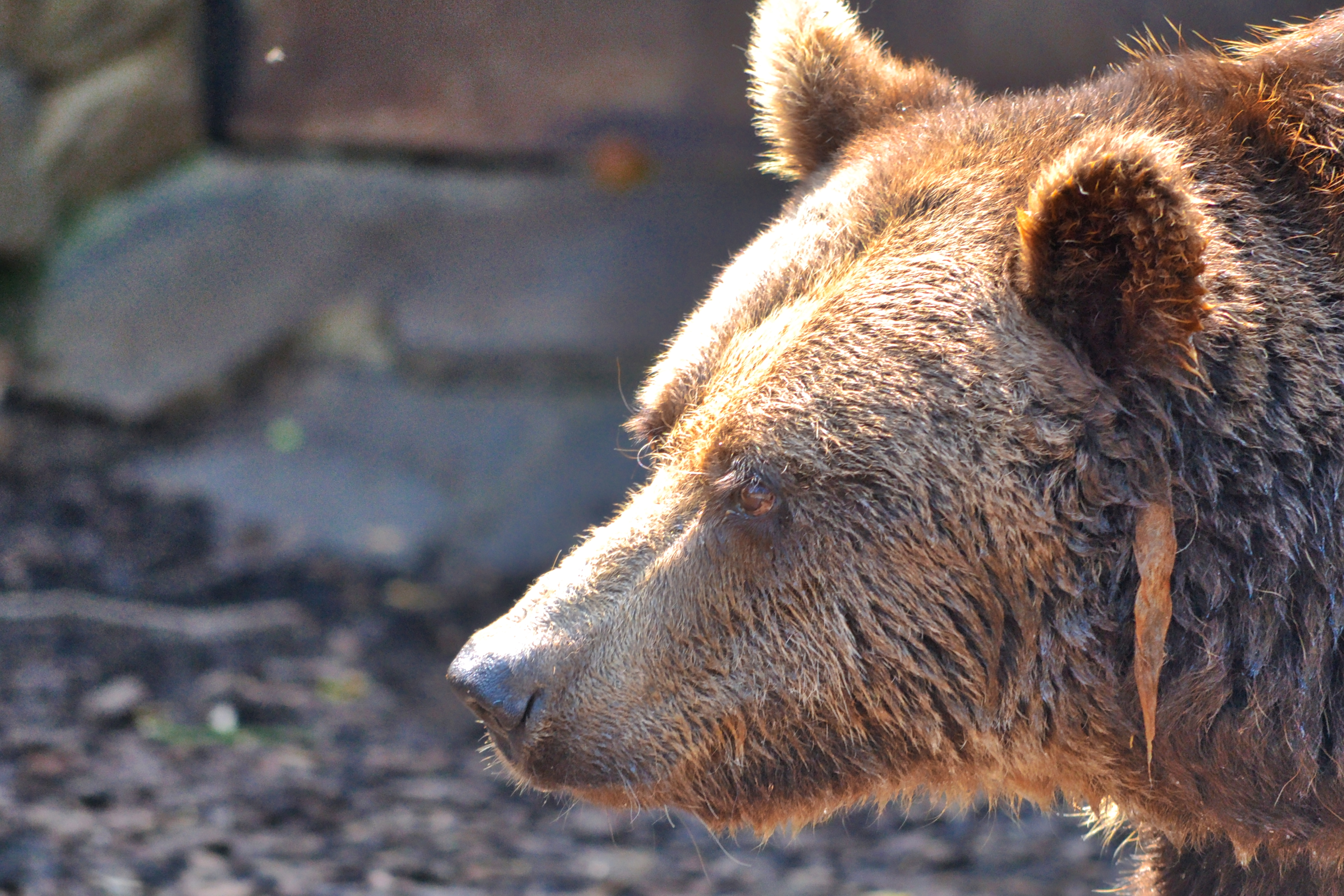
Orso bruno europeo (Ursus arctros)

La varietà ecosistemica della Riserva di Biosfera Alpi Ledrensi e Judicaria, che comprende aree di alta montagna accanto a pascoli, boschi ed aree agricole permette a numerose specie animali di trovare la propria nicchia ecologica. la presenza di molte specie e la loro diffusione è favorita dalla rilevante presenza di bosco e una basa occupazione abitativa. Infatti, le specie animali protette sono 149. Una tra queste viene tutelata anche della Direttiva Habitat, l'orso bruno alpino. Sono presenti altre 4 specie di interesse comunitario e ben 35 specie di uccelli tra cui aquila, gipeto, gallo cedrone, gallo forcello, coturnice, francolino di monte e pernice bianca. Tra gli invertebrati considerati specie di interesse comunitario ci sono il gambero di fiume e il vertigo minore.
Sono inoltre presenti roditori come le marmotte e gli scoiattoli, mustelidi come la faina e l'ermellino. Tra gli anfibi sono presenti la salamandra e la rana, mentre i rettili sono rappresentati dalla vipera, dal marasso e dal biacco. Particolarmente numerosa è la popolazione di ungulati, tra cui stambecchi, cervi, caprioli, camosci e anche mufloni che vivono sul versante meridionale del Gruppo delle Dolomiti di Brenta. Diffusi sono anche la volpe, il tasso, la lepre. Nei corsi d'acqua e nei laghi vivono il persico, il luccio, la tinca, la trota ed il salmerino.
La particolare posizione di quest'area a confine tra le Alpi e le Prealpi rende questo territorio un importante corridoio di attraversamento degli uccelli migratori autunnali nel periodo successivo alla riproduzione, che trovano nella stazione di inanellamento di Bocca Casét il luogo di maggiore importanza per il loro monitoraggio. La Riserva di Biosfera coincide anche con uno dei più importanti corridoi delle Alpi per i carnivori come ad esempio orso e lince.

### Geologia
All'interno del territorio della Riserva di Biosfera Alpi Ledrensi e Judicaria è presente una ricca geodiversità. Vi sono, infatti, sia rilievi di origine magmatica e metamorfica sia sedimentari nello specifico il complesso delle Dolomiti di Brenta facenti parte del riconoscimento a Patrimonio dell'Umanità. Anche dal punto di vista geomorfologico sono apprezzabili configurazioni tipiche dell'ambiente glaciale, fluviale e lacustre.
Nel 2008 il Parco Naturale Adamello Brenta ha ottenuto la nomina di Geoparco UNESCO nell'ambito del Programma Internazionale delle Geoscienze e dei Geoparchi entrando a fare parte della Rete Europea dei Geoparchi. I luoghi cardine per i Geoparchi sono i geositi, luoghi di grande importanza geologica, storica o naturale che rivelano in maniera evidente l'evoluzione della crosta terrestre.Uno dei più famosi geositi dell'Adamello Brenta Geopark e della Riserva di Biosfera è la Forra del Limarò. Questa è una profonda gola naturale scavata dalla lenta azione delle impetuose acque del fiume Sarca per oltre 6 km dalle Terme di Comano fino alla località di Sarche.

## Storia e cultura

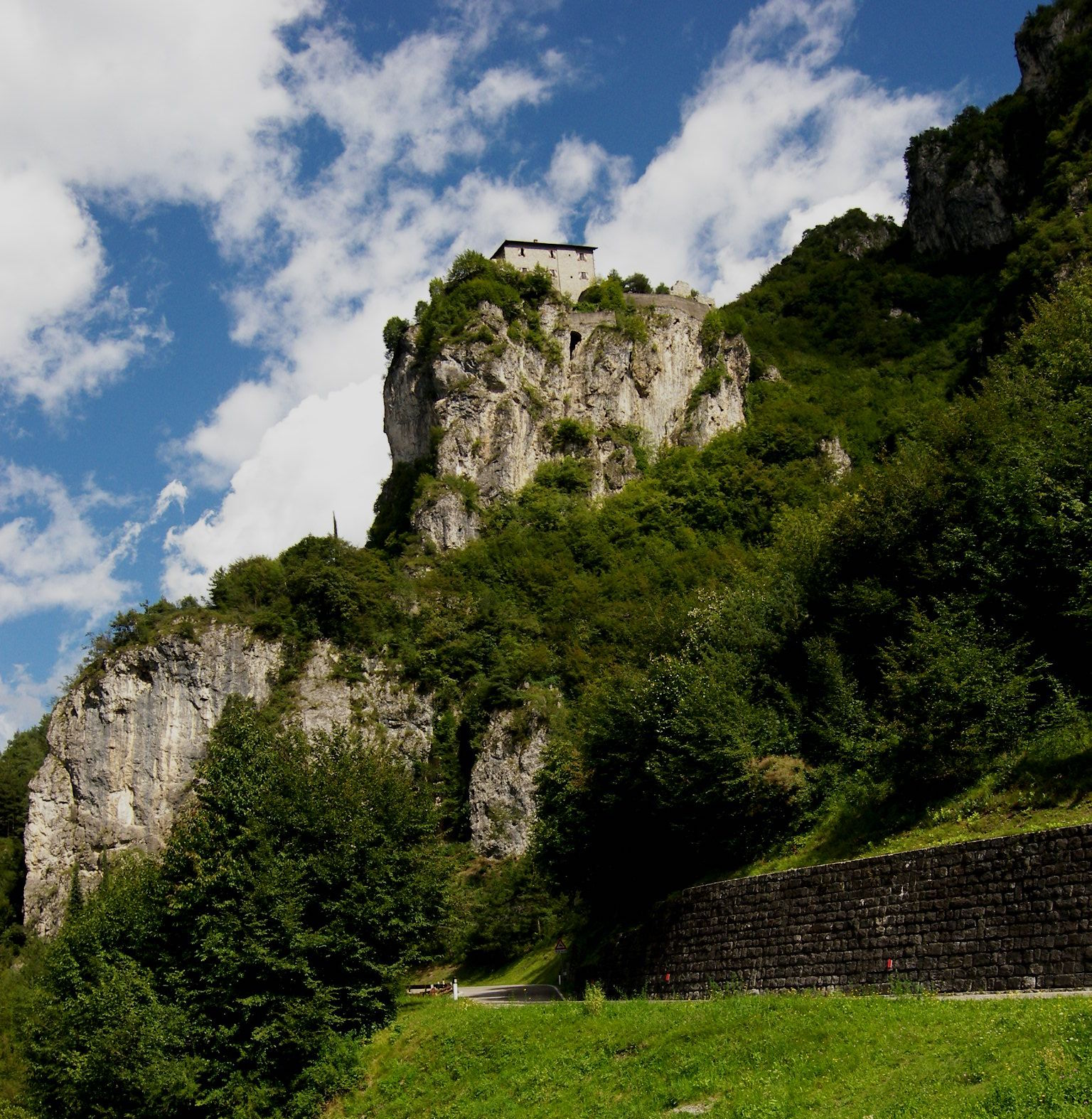
Castello di San Giovanni a Bondone (Valle del Chiese)

Oltre ai siti palafitticoli preistorici di Ledro e Fiavè, il territorio della Riserva di Biosfera è rinomato anche per numerose e importanti testimonianze archeologiche, artistiche e culturali, ne sono un esempio le antiche fortificazioni medievali che un tempo avevano lo scopo di controllare il territorio e le vie di comunicazione. Sette castelli sono presenti nella Riserva di Biosfera: il castello San Giovanni a Bondone, nel Tennese sorge il castello di Tenno, nelle Giudicarie Esteriori si trovano castel Campo, castel Mani, castel Restor, castel Spine e infine il castello di Stenico, gestito dal castello del Buonconsiglio di Trento e sede di rappresentanza della Riserva di Biosfera. Molte di queste strutture sono pubbliche e visitabili, altre invece sono beni privati e accessibili solamente in particolari occasioni, alcune infine sono state abbandonate in passato e oggi ne rimangono solo pochi ruderi.
Numerose sono le chiese di grande pregio artistico grazie alla ricchezza di elementi scultorei e per gli affreschi come le pievi di Ledro (Annunciazione), Santa Croce del Bleggio (Santi Dionisio, Rustico ed Eleuterio), Vigo Lomaso (San Lorenzo) e Tavodo (Santa Maria Assunta) o varie cappelle rurali. Un esempio importante sono gli affreschi dei pittori della famiglia Baschenis in varie chiese: Santi Sebastiano e Rocco a Pergnano, San Giorgio a Dorsino (San Lorenzo Dorsino), San Michele a Seo, Santi Pietro e Paolo a Sclemo (Stenico), San Giuliano a Villa, San Silvestro a monte di Vigo Lomaso, Assunta a Dasindo (Comano Terme).
In val di Ledro e in valle del Chiese rimangono anche tracce dei recenti eventi bellici. Particolarmente, sono ancora visibili le architetture belliche del fronte italo-austriaco della prima guerra mondiale.
I piccoli borghi rurali della Riserva di Biosfera sono degli scrigni di storia e di arte. Questi sono caratterizzati da una struttura architettonica tipicamente contadina, con grandi edifici dei centri storici addossati gli uni agli altri e con strette vie. Nelle Giudicarie Esteriori si ritrova particolarmente un distinto elemento architettonico: il pont de l'èra. Dei numerosissimi borghi della Riserva di Biosfera, addossati sui crinali ben quattro sono iscritti nella Lista dei Borghi più belli d'Italia: San Lorenzo in Banale, Rango, Canale di Tenno e Bondone.

## Elementi distintivi della Riserva di Biosfera
“Da secoli le comunità che abitano questo territorio hanno praticato una gestione equilibrata, collettiva e responsabile delle risorse naturali in armonia con il territorio e oggi sono preparate per intraprendere attività economiche sostenibili dai punti di vista ambientale e sociale". 
La gestione collettiva dei beni comuni e la cooperazione sono due modelli di vita quotidiana e di gestione delle risorse fondamentali per le comunità della Riserva di Biosfera, elementi che UNESCO ha riconosciuto quali esempi dell'armonico rapporto tra uomo e ambiente.

### Beni collettivi

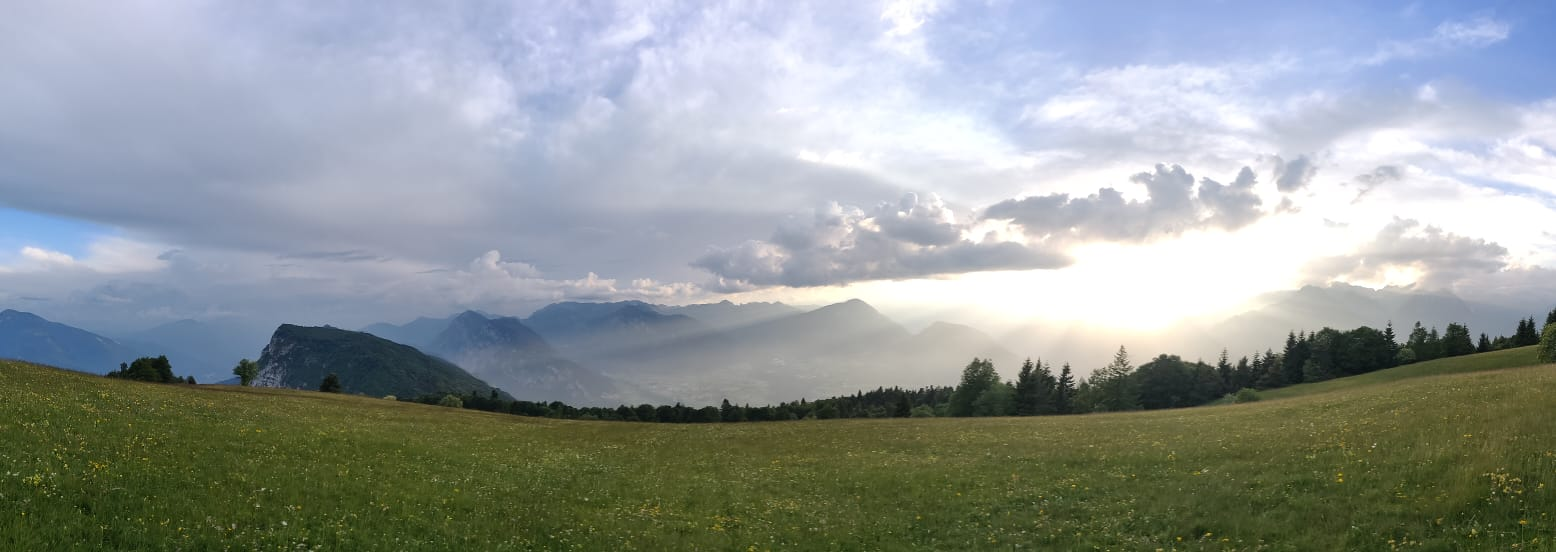
Prati del Monte Casale con vista sulle Giudicarie Esteriori, per la maggior parte bene collettivo

Boschi, malghe, alpeggi in passato erano un bene di sussistenza e quindi essenziale proprietà per la collettività. Ancora oggi sono un bene collettivo di tutti. Infatti, la storia di questo territorio è caratterizzata da popolazioni di montagna che hanno saputo amministrare e gestire in maniera condivisa le importanti risorse naturali montane, tra cui il bosco, il pascolo, l'alpeggio e l'acqua, tramandando antiche regole e statuti attraverso le generazioni.
Fin dal Medioevo le Carte di Regola stabilivano doveri e diritti di tutta la popolazione locale, ma anche i precisi confini di boschi e pascoli, beni collettivi appartenenti a degli specifici centri abitati e utilizzati solamente dagli abitanti di quella singola comunità. Da queste basi sono nati in epoca recente gli usi civici, consuetudini importanti per le Alpi che consentono ai cittadini di essere proprietari in modo collettivo dei beni naturali della montagna. Questi comportamenti sono alla base dell'Amministrazione Separata dei beni di Uso Civico (ASUC). Le ASUC sono gli enti di diritto privato che amministrano i beni di una determinata comunità.

### Cooperazione e volontariato
Oggi il territorio della Riserva di Biosfera rappresenta uno dei fiori all'occhiello dell'agricoltura in Trentino, e più in generale nell'area alpina, dove coesistono antiche tradizioni ed innovazioni, ma in passato la miseria e la fatica hanno spinto le popolazioni locali a emigrare in cerca di fortuna. A questi problemi si interessò Don Lorenzo Guetti, sacerdote nato nel 1847 a Vigo Lomaso nelle Giudicarie Esteriori. Lo stretto rapporto che Don Guetti aveva con la comunità lo convinse che per migliorare le condizioni di vita dei contadini non erano sufficienti le iniziative che arrivavano delle città, ma era necessario avviare un progetto di collaborazione e supporto tra gli stessi agricoltori. Fu lui a stimolare all'interno della comunità la nascita della prima Cooperativa di Smercio e di Consumo e poi della prima Cooperativa di Credito. Cooperative che si rivelarono così efficaci nell'alleviare la difficile vita delle popolazioni rurali che ben presto si diffusero in tutto il Trentino.
La presenza di società cooperative operanti in tutti i settori dell'economia e della vita quotidiana è una peculiare caratteristica della Riserva di Biosfera. Il modello cooperativo, infatti, trova in questo territorio moltissimi esempi. Troviamo cooperative agricole, cooperative di servizi, cooperative sociali e anche cooperative per la produzione di energia. Su queste basi di vita improntata alla cooperazione si è innestata anche una significativa predisposizione al volontariato della popolazione, rappresentata da quasi 200 associazioni nei campi più diversi, dai vigili del fuoco all'alpinismo, dalla Croce rossa alle bande musicali, dall'attività venatoria a quella sportiva e culturale.

## Prodotti enogastronomici locali

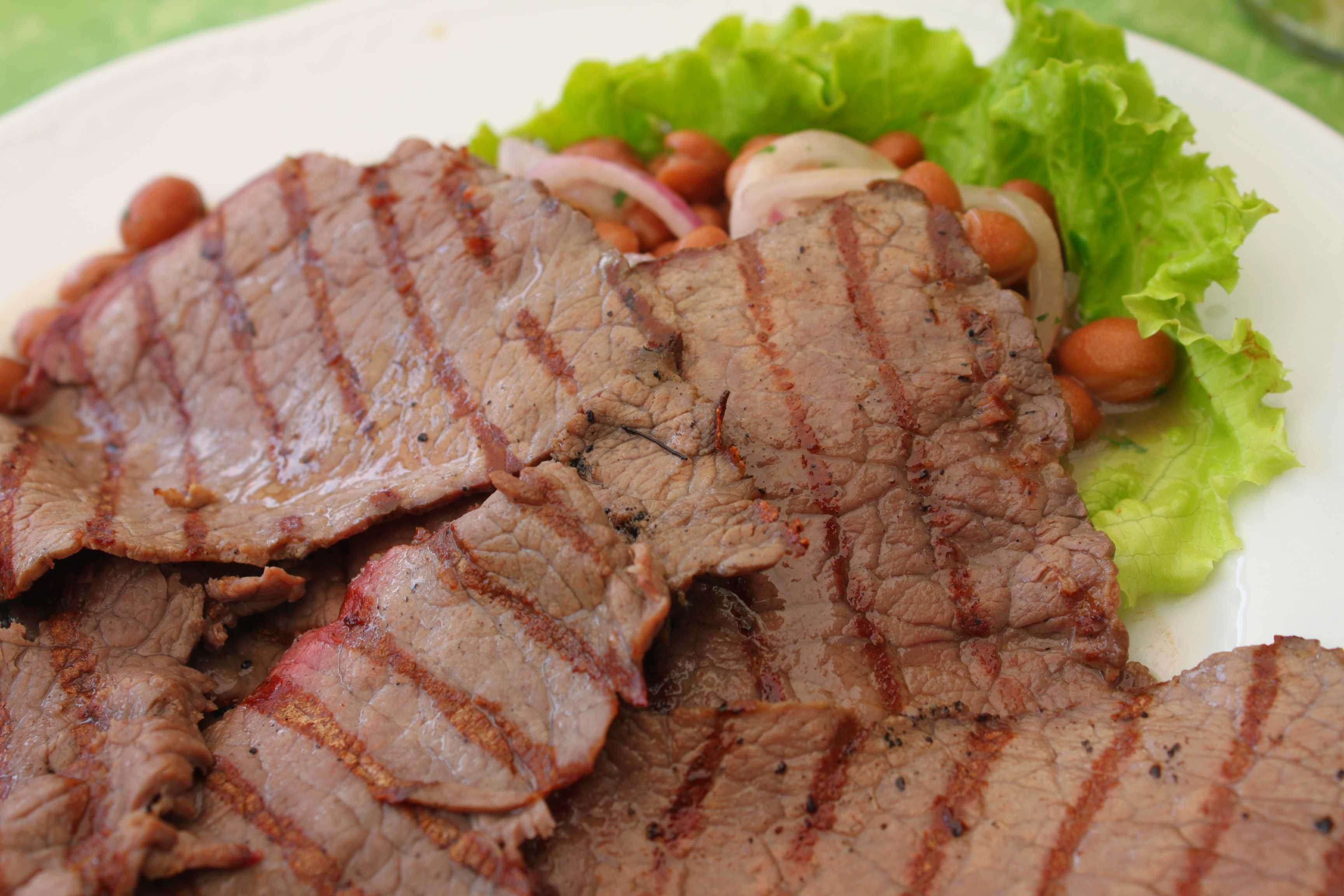
Carne salada

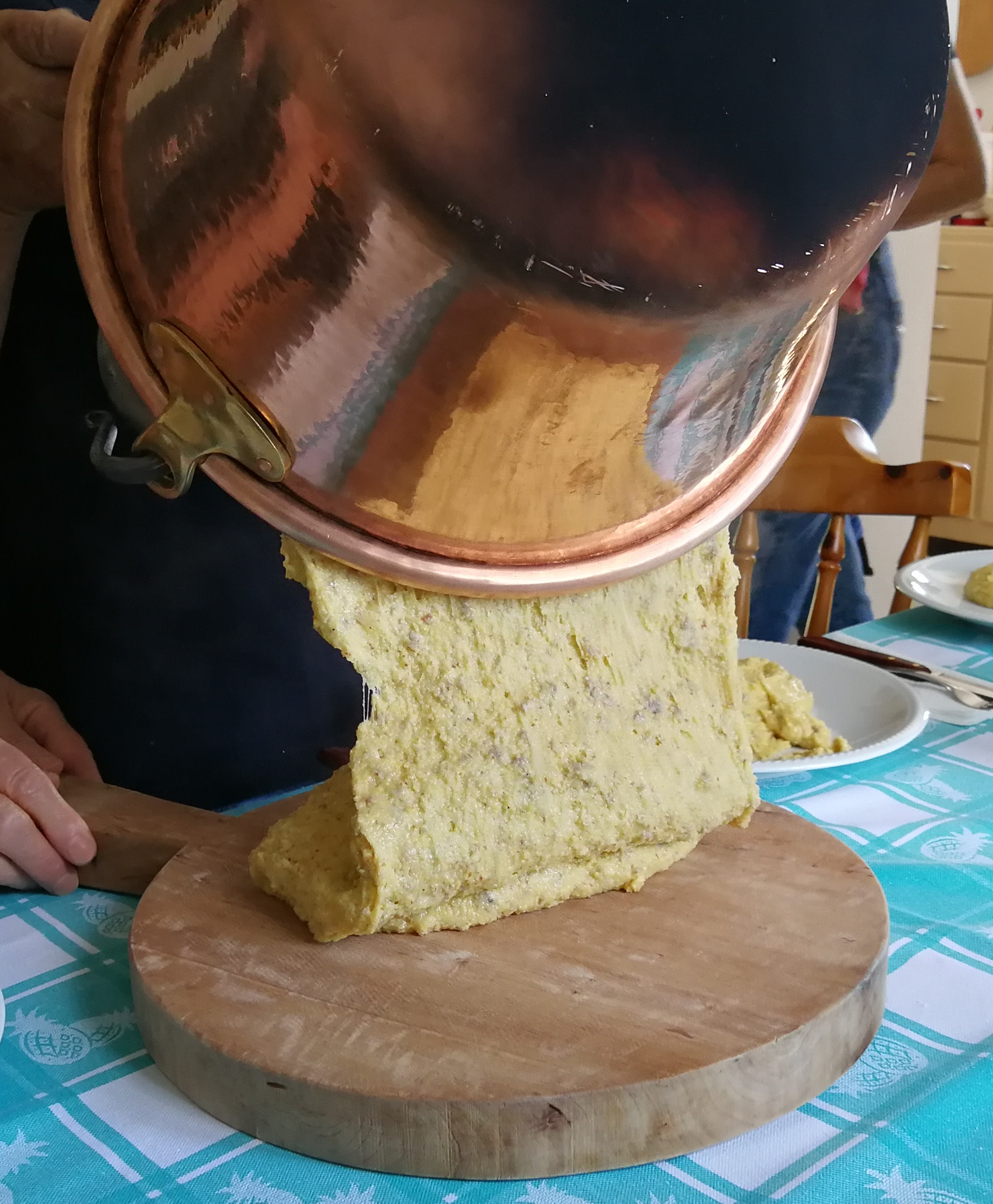
Polenta carbonera prodotta con il mais di Storo

La ricca biodiversità della Riserva di Biosfera UNESCO è testimoniata anche dalla grande varietà dei prodotti gastronomici. Nel corso dei secoli la popolazione locale ha saputo elaborare prodotti, piatti e ricette tradizionali che hanno fornito l'occasione per diventare patrimonio gastronomico e motivo di eventi. Alcuni sono:
- l'Olio Extra Vergine d'Oliva del Garda DOP
- la Spressa delle Giudicarie DOP
- il Trentingrana DOP
- le Trote (IGP)
- il Salmerino (IGP)
- vini Trento DOC
- le Noci del Bleggio (Presidio Slow Food)
- la Ciuìga del Banale (Presidio Slow Food)
- la Carne salada
- il Mais Nostrano di Storo
- i Marroni di Pranzo
- le Patate di montagna del Lomaso

Nel corso dell'anno, numerosi eventi, sagre e feste popolari valorizzano tali prodotti locali ed i piatti della tradizione, ne sono un esempio la sagra della Ciuìga a San Lorenzo Dorsino, la sagra della Noce del Bleggio, la festa della Patata nel Lomaso, la Sagra della Polenta.
Valorizzare i prodotti e gli usi delle comunità sono un obiettivo fondamentale per le Riserve di Biosfera. Infatti tutelare la cultura materiale significa salvaguardare l'insieme di valori e tradizioni legati al rapporto profondo delle comunità con la terra, le stagioni, gli usi e costumi nonché con le feste ed i piatti che le contraddistinguono. Le ricette spesso portano ricordi, storie e momenti insieme. Valorizzarle significa rivitalizzarle, promuovendo così sempre più l'importantissimo rapporto tra la comunità locali e la Riserva di Biosfera.

## Punti di interesse

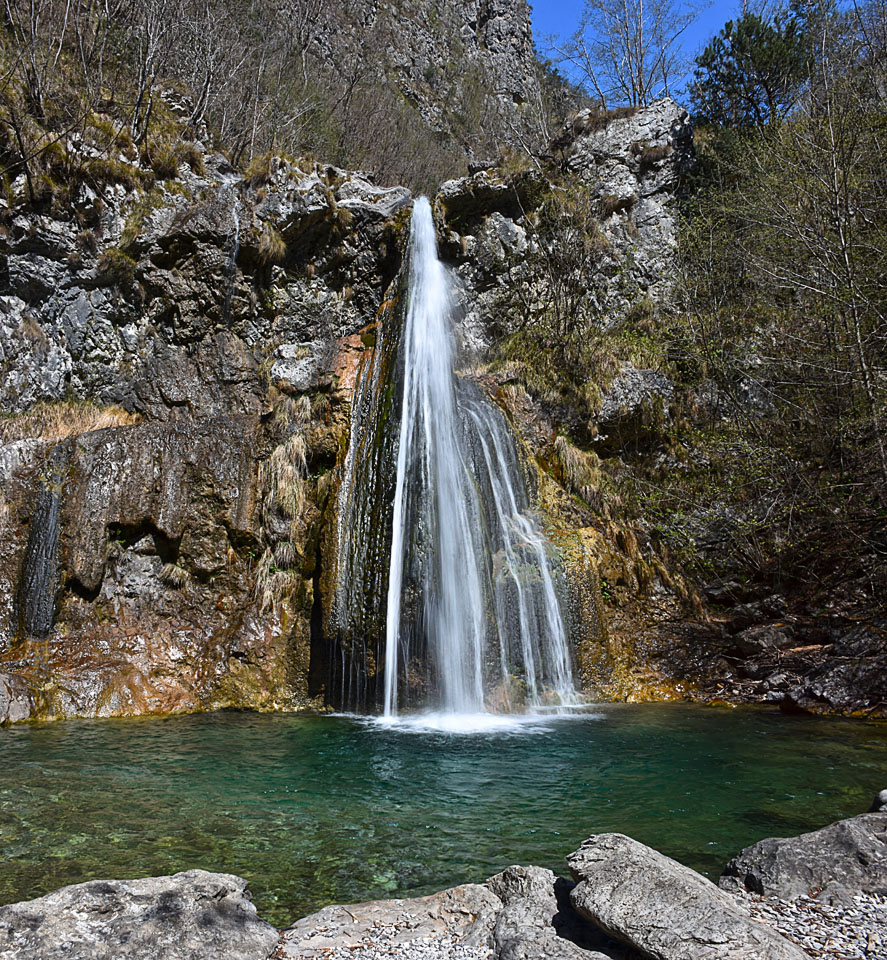
Cascata Ampola

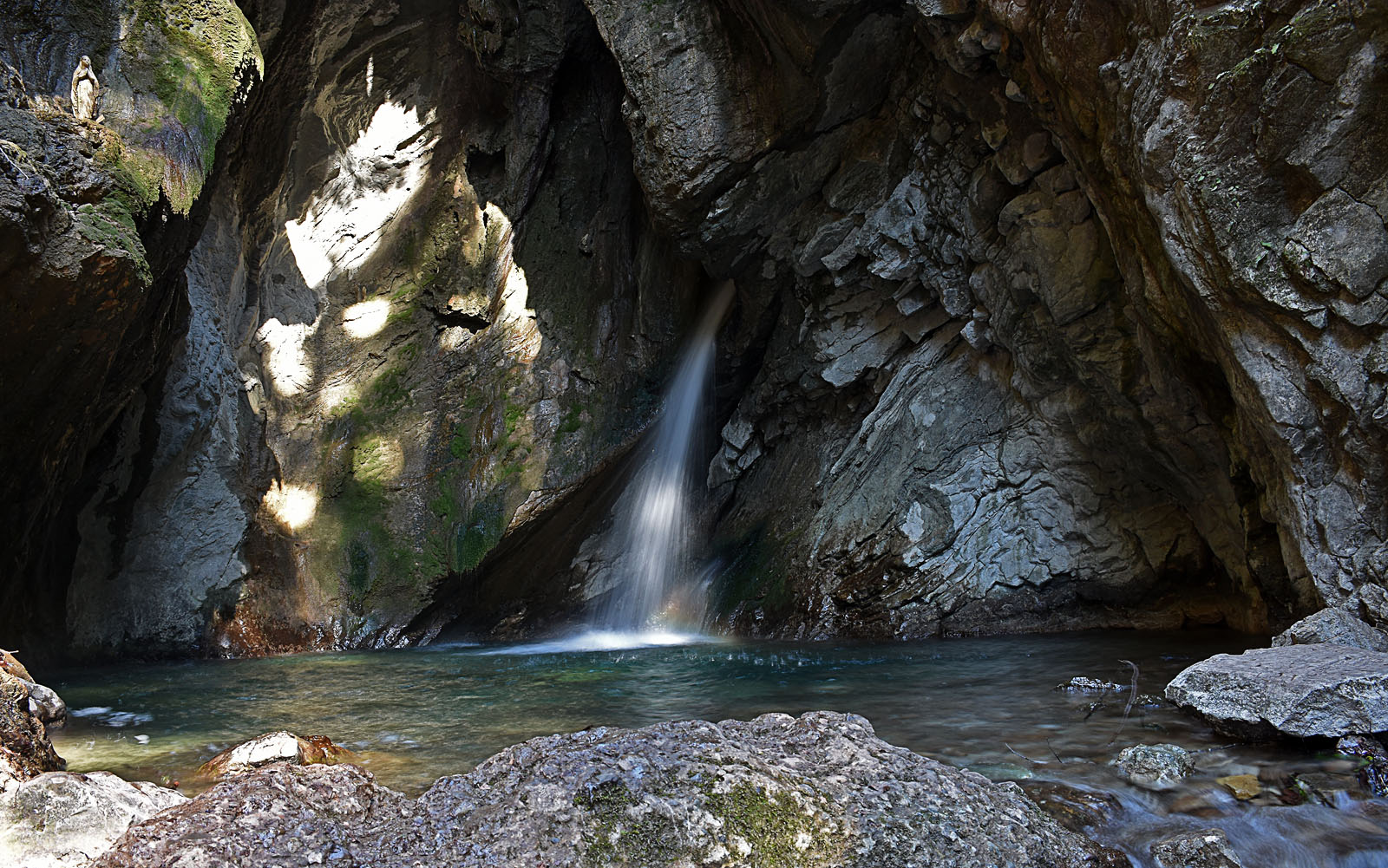
Gorg d Abiss

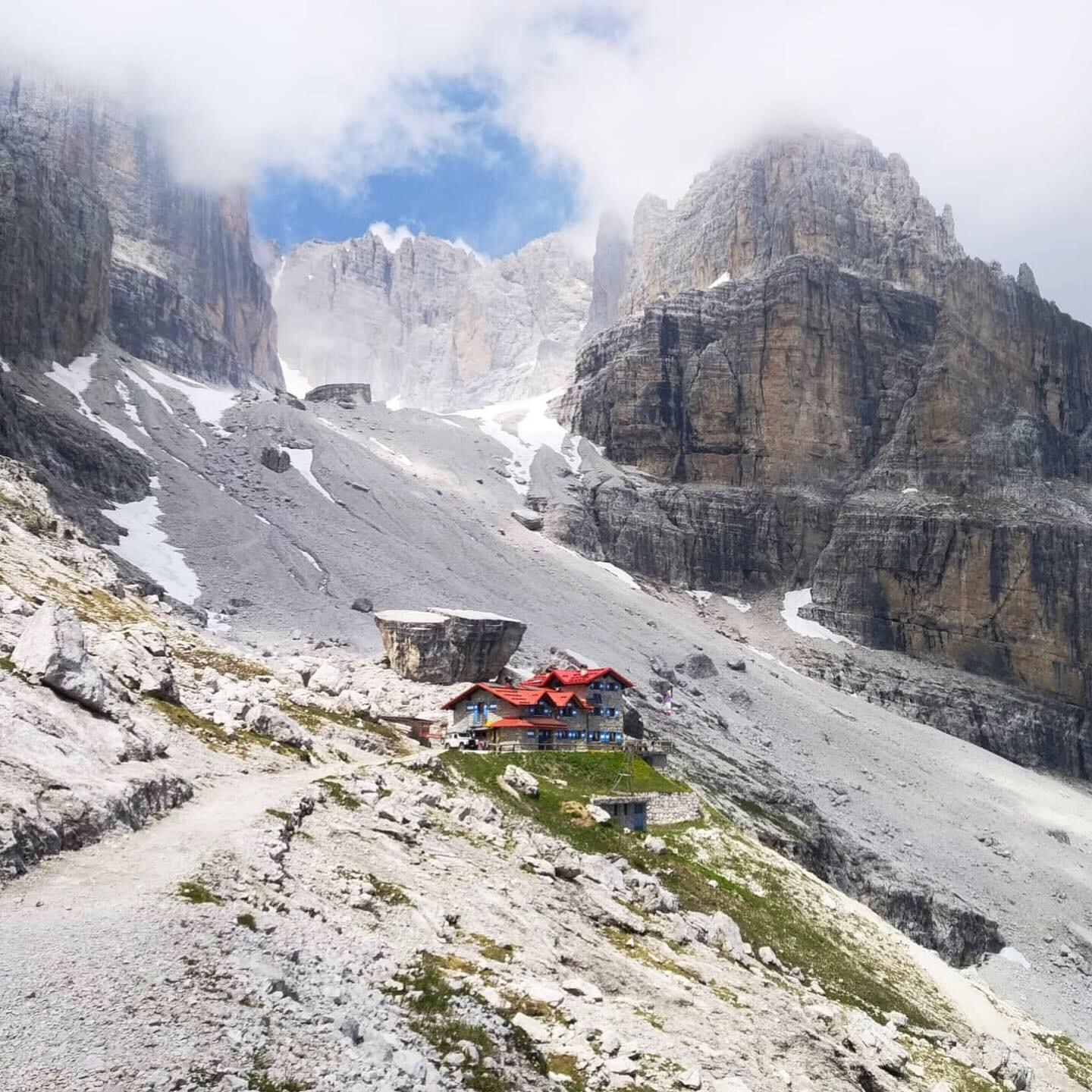
Rifugio Agostini in Val d'Ambiez

Numerosi sono i siti di grande pregio sia dal punto di vista naturalistico, sia dal punto di vista culturale. Questi sono alcuni punti di interesse nel territorio:
- Gruppo delle Dolomiti di Brenta
- Palafitte dell'arco alpino di Ledro e Fiavè
- Parco Naturale Adamello Brenta con la Casa del Parco "C'era una volta"[14] a San Lorenzo in Banale e la Casa del Parco "Flora"[15] a Stenico
- Musei: Museo delle palafitte del Lago di Ledro[16] e al Museo delle palafitte di Fiavé, Museo dell'Alto Garda[17], Collezione Etnografica Giudicariese "PAR IERI" a Stenico
- Antichi borghi: San Lorenzo in Banale, Rango, Favrio, Balbido, Comano, Canale di Tenno, Bondone, ecc.
- Castelli: Castello San Giovanni, Castello di Tenno, Castello di Stenico, Castel Campo, Castel Mani, Castel Restor, Castel Spine
- Laghi: Garda, Tenno, Ledro, Idro, Nembia, Ampola
- Cascate: Pos Malmerio (torrente Palvico), Gorg d'Abiss, Rio Bianco
- Forti: Bastia di Storo, Forte Corno, Forte Larino, Forte Ampola
- Terme di Comano
- Forra del Limarò
- Paesaggi dalle vette: Monte Casale, Cima Larici, Cima Brugnol, Cima Tombea, Tremalzo, Val d'Ambiez
- Rifugi: Rifugio Bocca di Trat "Nino Pernici", Rifugio Al Cacciatore, Rifugio Val D'Ambiez "Silvio Agostini", Rifugio Monte Calino "San Pietro"

## Governance della Riserva di Biosfera
Per contribuire al mandato dell’UNESCO, la Riserva si è dotata di un Piano di Gestione partecipativo, nel quale le sfide globali per lo sviluppo sostenibile sono state declinate in obiettivi specifici legati alle caratteristiche ed alle potenzialità di questo territorio. Il Piano di Gestione della Riserva di Biosfera Alpi Ledrensi e Judicariaè stato sviluppato nel 2018 declinando le 3 funzioni primarie della Riserva di Biosfera: Conservazione, Sviluppo e Supporto logistico all'educazione e alla ricerca. 

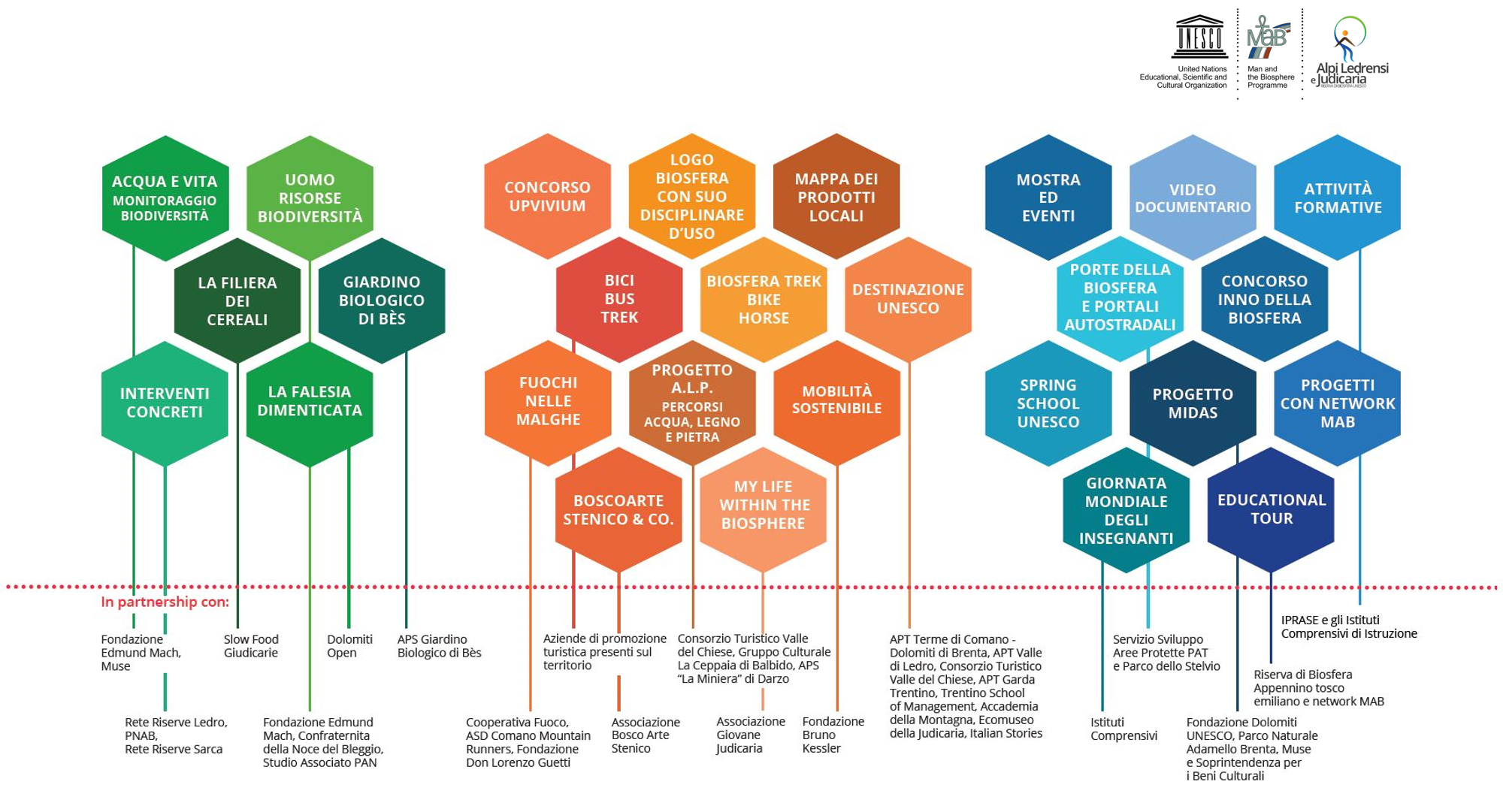
Progetti strategici e condivisi dalla Riserva di Biosfera MAB UNESCO Alpi Ledrensi e Judicaria (aggiornati a dicembre 2019)

La Riserva di Biosfera attua gli obiettivi del Piano di Gestione grazie a progetti strategici realizzati direttamente dalla Riserva di Biosfera e con progetti condivisi
sviluppati assieme ad enti pubblici e privati.
La Riserva di Biosfera viene gestita in maniera condivisa, non è nato infatti un nuovo ente ma viene promossa la cooperazione tra i portatori di interesse pubblici e privati. Gli organi di gestione sono:
- il Segretariato Permanente fornisce supporto tecnico, logistico e amministrativo - costituito dal Consorzio dei Comuni del BIM Sarca Mincio Garda[22] con sede a Tione di Trento.
- il Comitato Esecutivo che delinea le proposte e rende esecutivo il Piano di Gestione - in quest'organo sono presenti i rappresentanti della Provincia autonoma di Trento[23], dei Consorzi BIM Sarca e Chiese[24], delle Comunità di Valle delle Esteriori Giudicarie[25] e dell'Alto Garda e Ledro[26], del Parco naturale Adamello Brenta, della Rete di Riserve delle Alpi Ledrensi[11], dei Comuni delle Giudicarie Esteriori, dell'Ecomuseo della Judicaria[27], dei consorzi turistici locali e, infine, delle associazioni degli allevatori, dei cacciatori e dei protezionisti.
- il Tavolo di Indirizzo approva il Piano di Gestione ed è  formato dai rappresentanti da tutti i firmatari dell'Accordo di Programma
- un Comitato Tecnico Scientifico supporta il Comitato Esecutivo ed è composto dal Comitato Scientifico per i Parchi e le Aree Protette del Trentino.
- dei Forum territoriali propongono idee e progetti da sviluppare attraverso degli incontri pubblici aperti a tutta la cittadinanza